# Darrell S. Cole
Darrell S. Cole (ur. 20 lipca 1920, zm. 19 lutego 1945) – amerykański sierżant, dowódca sekcji karabinów maszynowych kompanii B 1. batalionu 23 Pułku 4 Dywizji Marines

## Życiorys
Urodził się 20 lipca 1920 r. w miasteczku Flat River(dziś część Park Hills) w stanie Missouri. Gdy w 1938 r. ukończył szkołę, wstąpił do paramilitarnej organizacji Civilian Conservation Corps (CCC). 25 sierpnia 1941 r. został przyjęty do Korpusu Piechoty Morskiej. Ku swojemu niezadowoleniu został przydzielony do orkiestry 1 Pułku 1 Dywizji Piechoty Morskiej jako dobosz. Po ukończeniu pierwszej tury powrócił w styczniu 1943 r. do USA i tam został przydzielony do 1. batalionu 23 Pułku 4 Dywizji USMC w bazie USMC Lejeune w Karolinie Północnej. Podczas walk na Saipanie został odznaczony Brązową Gwiazdą, ponieważ mimo że był ranny, przejął obowiązki poległego dowódcy sekcji.
Podczas walk na Iwo Jimie był dowódcą sekcji karabinów maszynowych kompanii 'B' 1. batalionu 23 Pułku 4 Dywizji Piechoty Morskiej. Pierwszego dnia inwazji sam ostrzelał z karabinu maszynowego japońskie stanowisko cekaemu. Jednak jego broń zacięła się, a Japończycy rozpoczęli ostrzał z granatników. Wówczas Cole, uzbrojony wyłącznie w pistolet i jeden granat ręczny, wyskoczył z ukrycia i uderzył na stanowisko japońskiego karabinu maszynowego, które zniszczył granatem. Następnie wrócił po kolejne granaty, a potem jeszcze raz. Zniszczył samotnie pięć stanowisk nieprzyjaciela, jednak poległ od wybuchu japońskiego granatu. Został pochowany na Cmentarzu Parkview w Farmington w stanie Missouri. Pośmiertnie odznaczony Medalem Honoru.
Odznaczono go także: Brązową Gwiazdą (Bronze Star), Purpurowym Sercem ze Złotą Gwiazdą (Purple Heart with Gold Star), Navy Presidential Unit Citation, Medalem za zwycięstwo w II wojnie światowej (World War II Victory Medal), Medalem Kampanii Azji-Pacyfiku (Asiatic-Pacific Campaign Medal), Medalem Kampanii Amerykańskiej (American Campaign Medal) oraz Medalem Amerykańskiej Obrony Narodowej (American Defense Service Medal). 
Od jego nazwiska pochodzi nazwa niszczyciela rakietowego USS „Cole” (DDG-67).